# Pseudomops septentrionalis
Pseudomops septentrionalis är en kackerlacksart som beskrevs av Morgan Hebard 1917. Pseudomops septentrionalis ingår i släktet Pseudomops och familjen småkackerlackor. Inga underarter finns listade i Catalogue of Life.